# Витте, Отто
Отто Витте (нем. Otto Witte; 16 октября 1872 — 13 августа 1958) — немецкий артист цирка, акробат. Авантюрист, который утверждал, что в течение нескольких дней был королём Албании.

## Биография
Был цирковым акробатом. В 1913, когда Албания отделилась от Османской империи, в ней возникло движение за приглашение племянника султана, принца Халима Эддине, на албанский трон. Витте якобы обнаружил по опубликованным портретам, что он похож на турецкого принца, и вместе со своим приятелем, шпагоглотателем Максом Шлепсигом, отправился в албанский город Дуррес. Прибыв в город, он якобы объявил себя принцем и 13 августа 1913 года был провозглашён местными войсками королём Албании. В течение последующих пяти дней — говорил Витте — он с удовольствием пользовался услугами гарема и успел объявить войну сопредельной Черногории. Затем обман раскрылся, но Витте и Шлепсигу удалось бежать.
Известно, что в позднейшем удостоверении личности, выданном Витте полицией Берлина, было написано: «цирковой антрепренёр, в своё время король Албании».